# Lethe neelgheriensis
Lethe neelgheriensis är en fjärilsart som beskrevs av Félix Édouard Guérin-Méneville 1843. Lethe neelgheriensis ingår i släktet Lethe och familjen praktfjärilar. Inga underarter finns listade i Catalogue of Life.